# 东朝鲜湾
东朝鲜湾（朝鲜语：／ Tongjosŏn man */?），南韓稱東韓灣（：／ Donghan man */?），是日本海（朝鲜东海）西北部的一个海湾，位于北韓咸镜南道和江原道之间。
东朝鲜湾的主要港口城市有咸兴市和元山市。其中咸兴市是北韓仅次于平壤市的第二大城市，拥有化学、纺织、机械等大规模的重工业和轻工业基地，有许多观光名胜，亦是咸镜南道的首府所在地。元山市是江原道首府，位于东朝鲜湾的北韓重要港口和海军基地。